# Moumine Kassouré Ekiang
Moumine Kassouré Ekiang (sinh ngày 23 tháng 3 năm 1989) là một cầu thủ bóng đá người Tchad. Anh có 1 lần ra sân tham dự Đội tuyển bóng đá quốc gia Tchad.